# Adolf I Schaumburg-Lippe
Adolf I Jerzy (ur. 1 sierpnia 1817 w Bückeburgu, zm. 8 maja 1893 tamże) – w latach 1860–1893 książę Schaumburg-Lippe.
Był synem księcia Jerzego I Wilhelma zu Schaumburg-Lippe i jego żony Idy Karoliny Luizy zu Waldeck-Pyrmont.
W roku 1844 w Arolsen wziął ślub ze swoją siostrą wujeczną, młodszą od niego o 10 lat, Herminą zu Waldeck-Pyrmont, córką Jerzego II i Emmy von Anhalt-Bernburg-Schaumburg-Hoym. Małżeństwo miało ośmioro dzieci:
- Hermina (1845−1930) ∞ Herzog Wilhelm Ferdinand von Württemberg
- Stefan Albrecht Jerzy (1846−1911)
- Piotr Hermann (1848−1918)
- Emma Fryderyka (1850−1855)
- Ida Matylda (1852−1891)
- Otto Henryk (1854−1935)
- Adolf Wilhelm Wiktor
- Emma Elżbieta (1865−1868)